# مرا سرزنش نکن (ترانه تیلور سوئیفت)
«مرا سرزنش نکن» (انگلیسی: Don't Blame Me) ترانه‌ای از خواننده-ترانه‌سرای آمریکایی تیلور سوئیفت است که از ششمین آلبوم استودیویی او اعتبار (۲۰۱۷) گرفته شده‌است. این ترانه به‌دست سوئیفت و تهیه‌کنندگان آن مکس مارتین و شلبک نوشته شد. «مرا سرزنش نکن» ساختار تاریک و دمدمی مزاج دارد که شامل ترکیب الکتروپاپ، ئی‌دی‌ام و گاسپل با بیس سنگین، سینث‌سایزرها و آواز کنترل‌شده می‌شود. اشعار آن مربوط به نگرش حق به جانب سوئیفت است که شهرت او به‌عنوان ترانه‌سرا که اکثراً در مورد عشق و روابط گذشته می‌نوشت را منعکس می‌کند.
«مرا سرزنش نکن» نقدهای مثبتی از منتقدان موسیقی دریافت کرد و بسیاری آن را اثری برجسته در آلبوم دانستند. در سال ۲۰۲۰، این ترانه در تیک‌تاک با اقبال عمومی مواجه شد و در چندین کشور شامل استرالیا، اتریش، نروژ، جمهوری چک، یونان و بریتانیا وارد جدول فروش شد. این قطعه به‌وسیلهٔ صنعت فونوگرافی بریتانیا (BPI) گواهی‌نامهٔ طلا و به‌وسیلهٔ انجمن صنعت ضبط استرالیا (ARIA) گواهی‌نامهٔ پلاتین کسب کرد. سوئیفت این ترانه را در فهرست اجراهای تور استادیومی اعتبار تیلور سوئیفت (۲۰۱۸) قرار داد.

## پیش‌زمینه
در اکتبر ۲۰۱۴، تیلور سوئیفت پنجمین آلبوم استودیویی‌اش، یعنی ۱۹۸۹ را منتشر کرد که به موفقیت تجاری رسید. این آلبوم بیش از شش میلیون نسخه در ایالات متحده فروخت و سه تک‌آهنگ آن به صدر جدول بیلبورد هات ۱۰۰ رسیدند: «بندازش بره»، «فضای خالی»، و «کینه». سوئیفت طی تبلیغ ۱۹۸۹ یکی از اهداف اصلی شایعه‌پراکنی روزنامه‌نگاران تبلوید بود. او روابط عاشقانه کوتاه‌مدتی با تهیه‌کنندهٔ اسکاتلندی کالوین هریس و بازیگر انگلیسی تام هیدلستون داشت. شهرت و اعتبار او به‌دلیل اختلافات و مناقشات شایع با دیگر سلبریتی‌ها شامل رپر کانیه وست، شخصیت رسانه‌ای کیم کارداشیان و خواننده کیتی پری لکه‌دار شد. سوئیفت بیش از پیش در رسانه‌های اجتماعی کم‌سخن شد در حالی که حضور فعال خود را با طرفداران زیادی حفظ کرد و در میان مسائل متلاطم از تعامل با مطبوعات پرهیز کرد.
سوئیفت ششمین آلبوم استودیویی‌اش، یعنی اعتبار را به‌عنوان پاسخی به هیاهوی رسانه‌ای پیرامون شهرت او ساخت. با توصیف این آلبوم به‌عنوان «تهذیب‌کننده»، او ترانه‌سرایی تک‌آهنگ «فضای خالی» در سال ۲۰۱۴ را دنبال کرد که در آن وجههٔ تصورشده خود را طنز کرد. او گفت: «من از آن الگو گرفتم، بسیار خوب، این چیزی است که همهٔ شما در مورد من می‌گویید. بگذارید فقط برای چند لحظه از این شخصیت بنویسم.» برش نهایی اعتبار شامل ۱۵ قطعه است که سوئیفت تمام آن‌ها را با مشارکت دیگری نوشته‌است.

## ساختار
«مرا سرزنش نکن» به‌دست سوئیفت و تهیه‌کنندگان آن، یعنی مکس مارتین و شلبک نوشته شد. مارتین و شلبک ساز شستی‌دار و شلبک گیتار آن را اجرا کرد. سوئیفت و مارتین آواز پس‌زمینه را اجرا کردند. سام هالند و مایکل ایلبرت به همراه دستیاران مهندسی، کوری بیس و جرمی لرتولا در استودیو ام‌اکس‌ام در لس آنجلس و استکهلم وظیفهٔ مهندسی صدا را به عهده داشتند. میکس آن توسط سربن غنیا در استودیو میکس‌استار در ویرجینیا بیچ، ویرجینیا و مسترینگ آن توسط رندی مریل در استودیو استرلینگ سون در نیویورک سیتی انجام شد.
در بازبینی نشریات، منتقدان «مرا سرزنش نکن» را به‌عنوان «الکتروپاپ»، «ئی‌دی‌ام» و «پاپ گاسپل» توصیف کرده‌اند. راب شفیلد، منتقد رولینگ استون، آن را به‌عنوان «دختر بد به کلیسا می‌رود» توصیف کرد؛ آوایی که «مثل یک نیایش» (۱۹۸۹) مدونا را به یاد می‌آورد.